# Mecolaesthus taino
Mecolaesthus taino is een spinnensoort uit de familie trilspinnen (Pholcidae). De soort komt voor in Guadeloupe en Dominica.